# Blob (Marvel Comics)
Blob, il cui vero nome è Frederick "Fred" J. Dukes, è un personaggio dei fumetti creato da Stan Lee (testi) e Jack Kirby (disegni) nel 1961, pubblicato dalla Marvel Comics. La sua apparizione avviene in The X-Men (vol. 1) n. 3, che venne tradotto in italiano diviso in due parti su Capitan America (Editoriale Corno) n. 4-5 (6 giugno 1973-20 giugno 1973).

## Biografia
Per anni Fred ha creduto di essere una specie di "fenomeno da baraccone" e ha così impiegato i suoi poteri per guadagnarsi da vivere al circo, con il nome di "Blob". Un giorno viene contattato da Charles Xavier e invitato a far parte degli X-Men, rifiutò con arroganza e, tornato al suo solito lavoro con la consapevolezza della sua identità mutante, cominciò a trattare con supponenza i suoi colleghi circensi. Desideroso di vendicarsi degli X-Men, si unì a Magneto. Ma la cosa non dette i risultati sperati. Durante uno scontro con i temuti nemici, Magneto ferì, seppur accidentalmente, Blob. Tanto bastò per far giurare a Frederick che non si sarebbe mai più fidato di nessuno.
Mesi dopo, tornato al circo, infranse il giuramento, aggregandosi ad Unus, l'Intoccabile, con cui tentò di incastrare per furto i loro comuni nemici, gli X-Men. Questo fu l'inizio di una lunga amicizia fra i due, che si concluse dopo l'apparente morte di Unus.
Per un errore di sceneggiatura, il personaggio di Unus fu ripreso a partire dal massacro di Genosha, senza dare alcuna spiegazione sulla sua resurrezione.
Ora fa parte della Legione Nera, di cui è il leader.

### House of M
Dopo lo sconvolgimento causato da Wanda Maximoff, molti mutanti persero i loro poteri. Tra questi anche Blob che perse il suo gene mutante. Svegliandosi la mattina dopo gli eventi di House of M, Blob aveva perduto la sua eccezionale massa, mantenendo tuttavia lo stesso volume corporeo: l'esito fu disastroso, in quanto Blob divenne un enorme ammasso di pelle cadente. Il disgraziato non riuscì neanche a suicidarsi a causa dell'enorme strato di pelle che impediva alla lama del coltello di raggiungere i suoi organi vitali.

### Incredibili X-Men (2018)
Blob, diventato un cavaliere degli X-Men, si ritrova ad attaccare una piattaforma petrolifera uccidendo l'intero equipaggio, per poi trasformarla in una sottospecie di giungla.

## Poteri e abilità
Blob, prima del depotenziamento, oltre ad avere una mole gigantesca possedeva, come conseguenza di questa, una resistenza sovrumana e una forza straordinaria, che lo rendeva in grado di fronteggiare avversari potenti come Colosso o il Fenomeno. Oltre a questo, aveva una particolare abilità: finché era a contatto con il suolo, il suo corpo era sostanzialmente inamovibile. Hulk è l'unico che sia mai riuscito a sollevarlo.

## Altri media

### Cinema
- Blob sarebbe dovuto apparire già nel primo capitolo della serie cinematografica degli X-Men, ma alla fine non fu incluso. Nel DVD della suddetta pellicola si possono vedere dei disegni che mostrano un'ipotetica versione cinematografica di Blob.
- Blob è apparso ufficialmente per la prima volta nel film X-Men le origini - Wolverine (2009) in cui è stato interpretato dall'attore Kevin Durand.
- Blob appare brevemente anche nel film X-Men - Apocalisse (2016) in cui viene interpretato dal defunto Giant Gustav Claude Ouimet.

#### Marvel Cinematic Universe
- Il personaggio è apparso anche nel trentaquattresimo film del Marvel Cinematic Universe Deadpool & Wolverine (2024) in cui è stato interpretato da Mike Waters.

### Televisione
Blob compare in:
- L'Uomo Ragno e i suoi fantastici amici
- Insuperabili X-Men
- X-Men: Evolution
- Wolverine e gli X-Men
- Marvel Super Heroes: What The--?!
- X-Men '97

Blob compare anche nel pilot L'audacia degli X-Men.

### Videogiochi
Blob compare in:
- X-Men: Madness in Murderworld
- X-Men II: The Fall of the Mutants
- X-Men: Il regno di Apocalisse
- X-Men: Next Dimension
- X-Men Legends
- X-Men Legends II: L'Era di Apocalisse
- X-Men le origini - Wolverine
- Marvel vs. Capcom 3: Fate of Two Worlds
- Marvel: Avengers Alliance
- Marvel Heroes
- Marvel Puzzle Quest
- LEGO Marvel Super Heroes
- Marvel Strike Force